# Bürgerentscheide in Sachsen 2019
Bürgerentscheide in Sachsen sind auf Gemeindeebene ein Recht kommunaler Mitbestimmung. Sie finden statt bei Gebietsveränderungen, wenn es 10 Prozent (Stand: 2019) der Bürger fordern oder wenn es der Gemeinderat mit einer Mehrheit von zwei Dritteln seiner Mitglieder fordert. 2019 gab es in Sachsen mindestens zwei Bürgerentscheide.

## Rechtslage
Wie in der Einleitung beschrieben, findet ein Bürgerentscheid bei Gemeindefusionen, Eingemeindungen oder ähnlichen Gebietsveränderungen obligatorisch statt. Zudem können fünf Prozent der Bürger der Gemeinde ein Bürgerbegehren an die Gemeinde richten, das Grundlage für den Bürgerentscheid ist. Zudem kann der Gemeinderat einen Bürgerentscheid beschließen. Gegenstand des Entscheidungsvorschlages dürfen alle Themen sein, die in die Zuständigkeit des Gemeinderats fallen, mit Ausnahme von Weisungsaufgaben, Fragen der inneren Organisation der Verwaltung, Haushaltssatzungen, Jahresabschlüssen, Regelungen der Sächsischen Gemeindeordnung oder gesetzeswidriger Ziele. Der Entscheidungsvorschlag muss mit „Ja“ oder „Nein“ zu beantworten sein und die Mehrheit der abgegebenen Stimmen erhalten um erfolgreich zu sein, jedoch nur, wenn mindestens 25 % der Stimmberechtigten zustimmen. In den kreisfreien Städten kann der Stadtrat durch die Festlegung der Hauptsatzung dieses Quorum auf bis zu 15 % senken. Ein erfolgreicher Bürgerentscheid kommt einem Gemeinderatsbeschluss gleich und kann innerhalb von drei Jahren nur durch neuerlichen Bürgerentscheid aufgehoben werden.

## Liste
Erfolgreich sind Bürgerentscheide dann, wenn sowohl die Spalte „JA“, als auch die Spalte „JA-Quorum“ grün markiert ist.
| Nr. | Gemeinde | Datum        | Thema | Ergebnis         | Ergebnis          | Ergebnis        | Ergebnis | Ergebnis     | Ergebnis     | Ergebnis  | Erfolg     |
| Nr. | Gemeinde | Datum        | Thema | Stimmberechtigte | ungültige Stimmen | gültige Stimmen | W.-bet.. | JA           | NEIN         | JA-Quorum | Erfolg     |
| --- | -------- | ------------ | --- | ---------------- | ----------------- | --------------- | -------- | ------------ | ------------ | --------- | ---------- |
| 1   | Sebnitz  | 26. Mai 2019 | Die Große Kreisstadt Sebnitz soll sich für die Ausrichtung des „Tag der Sachsen“ im Zeitraum 2023 bis 2025 bewerben.                                       | 8.004            | 99                | 5.136           | 65,4 %   | 3.276 63,8 % | 1.860 26,2 % | 2.001 Ja  | Angenommen |
| 2   | Zittau   | 26. Mai 2019 | Die Stadt Zittau bewirbt sich um den Titel „Kulturhauptstadt Europas 2025“ mit möglichst vielen Kommunen aus der Euroregion Neiße und aus der Oberlausitz. | 21.554           | 182               | 11.957          | 56,3 %   | 8.870 74,2 % | 3.087 25,8 % | 5.389 Ja  | Angenommen |

## Belege
1. ↑  Barbara Klepsch: Kleine Anfrage der Abgeordneten Antonia Mertsching (DIE LINKE). Drs.-Nr.: 7/13717. Sächsischer Landtag, 24. Juli 2023, abgerufen am 10. Januar 2024.
2. ↑  REVOSax Landesrecht Sachsen - Sächsische Gemeindeordnung – SächsGemO. Abgerufen am 26. Dezember 2024.
3. ↑  REVOSax Landesrecht Sachsen - Sächsische Gemeindeordnung – SächsGemO. Abgerufen am 26. Dezember 2024.
4. ↑  Stadt Sebnitz: Amtsblatt der Großen Kreisstadt Sebnitz. 26. April 2019, S. 5, abgerufen am 10. Januar 2025.
5. ↑  Stadt Sebnitz: Amtsblatt der Großen Kreisstadt Sebnitz. 7. Juni 2019, S. 27, abgerufen am 10. Januar 2025.
6. ↑  Große Kreisstadt Zittau: Zittauer Stadtanzeiger. Große Kreisstadt Zittau, 10. April 2019, S. 10, abgerufen am 10. Januar 2024.
7. ↑  Große Kreisstadt Zittau: Zittauer Stadtanzeiger. Große Kreisstadt Zittau, 10. Juni 2019, S. 7, abgerufen am 10. Januar 2024.